# بيل ألبوري
بيل ألبوري (بالإنجليزية: Bill Albury)‏ هو لاعب كرة قدم بريطاني في مركز نصف الجناح، ولد في 10 أغسطس 1933 في بورتسموث في المملكة المتحدة. لعب مع نادي بورتسموث ونادي غيلينغهام ويوفل تاون.